# Pau Gasol
Pour les articles homonymes, voir Gasol.
Pau Gasol Sáez, né le 6 juillet 1980 à Barcelone (Catalogne, Espagne), est un joueur espagnol de basket-ball évoluant au poste de pivot voire d'ailier fort. Après avoir commencé sa carrière professionnelle en Espagne, avec le FC Barcelone, club avec lequel il remporte un titre de champion d'Espagne et une Coupe du Roi, il rejoint la NBA en 2001, d'abord chez les Grizzlies de Memphis, puis avec les Lakers de Los Angeles, suivi des Bulls de Chicago et finalement avec les Spurs de San Antonio. Avec les Lakers, il remporte deux titres de champion de la NBA, en 2009 et 2010. Son palmarès avec l'équipe d'Espagne comprend un titre de champion du monde en 2006 et trois titres de champion d'Europe - en 2009, 2011 et 2015. Il dispute deux finales olympiques, en 2008 et 2012, toutes deux perdues face aux États-Unis. Il prend officiellement sa retraite sportive le 5 octobre 2021. Son maillot n°16 est retiré par les Lakers de Los Angeles en mars 2023.
Son frère cadet Marc est également basketteur professionnel en NBA et évolue à ses côtés en équipe d'Espagne. Ils remportent conjointement le Prix Prince des Asturies en 2015.

## Biographie

### Les débuts à Barcelone
La famille Gasol habite à Sant Boi de Llobregat, une banlieue de Barcelone, et son frère Marc est également basketteur professionnel dans l'équipe des Lakers de Los Angeles
Il rejoint le club du FC Barcelone à l'âge de 16 ans et évolue avec la formation junior qui remporte le titre de champion d'Espagne de sa catégorie en 1998. Le 17 janvier 1999, il joue sa première rencontre en Liga ACB contre le club de Cáceres. Il doit toutefois attendre la saison suivante pour réellement intégrer l'effectif du FC Barcelone, en jouant 14,8 minutes et apportant 4,2 points et 2,6 rebonds. Durant cette même saison, il joue le Final Four de l'Euroligue, disputé à Thessalonique. Le club israélien du Maccabi Tel-Aviv remporte la demi-finale sur le score de 65 à 51. Gasol joue dans cette rencontre 7 minutes, apportant deux points et deux rebonds à son équipe. Ses statistiques sur la saison européenne sont de 4,3 points, 2,1 rebonds en 13,4 minutes.
Il connaît une réelle progression durant la saison suivante, faisant passer son temps de jeu à 23,8 minutes par rencontres, pour des statistiques de 11,3 points et 5,2 rebonds. Il remporte la Liga ACB, dont il termine MVP de la finale gagnée face au Real Madrid par trois victoires à zéro, 81 à 73, 80 à 77, deux rencontres disputées à Barcelone, et 84 à 96 à Madrid. Ses statistiques sur la série sont de 17 points, 9 rebonds, 2 passes, 3 contres. La même saison, il remporte la Coupe du Roi.
Il est également choisi en troisième position de la Draft 2001 de la NBA par les Hawks d'Atlanta mais est immédiatement échangé, en compagnie de Lorenzen Wright et Brevin Knight, contre Shareef Abdur-Rahim qui joue alors aux Grizzlies de Vancouver, une franchise délocalisée cet été-là à Memphis.

### Carrière NBA

#### Grizzlies de Memphis (2001-2008)

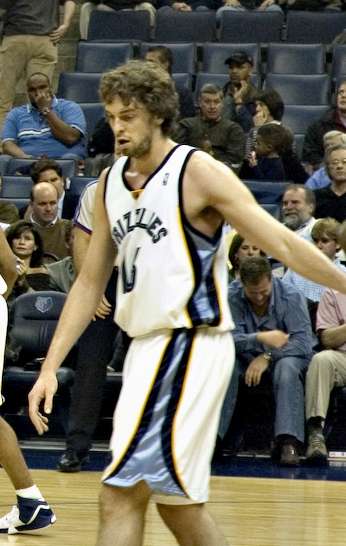
Pau Gasol sous le maillot des Grizzlies

Il intègre donc cette franchise. Dès la quatrième rencontre de la saison, il devient l'un des éléments du cinq entamant le match, le titulaire du poste Stromile Swift s'étant blessé. Pour sa première rencontre en tant que starter, il marque 27 points lors d'une rencontre contre les Suns de Phoenix. Avec des moyennes de 17,6 points, 8,9 rebonds et 2,7 passes par match, il est élu rookie de l'année (meilleur débutant de la saison). Gasol est premier chez les rookies dans quatre catégories statistiques différentes (moyenne de points, de rebonds, de contres et pourcentage de réussite au tir). Il a également participé au Rookie Challenge dans l'équipe des Rookies qui l'emportent sur les Sophomores (deuxième saison en NBA) sur le score de 103 à 97.
Lors de sa deuxième saison en NBA, sa franchise termine à la sixième place de la division Midwest avec un bilan de 28 victoires pour 54 défaites. Sur le plan individuel, il fait progresser sa moyenne de points à 19,0. Il est le meilleur de son équipe dans cette catégorie statistique, tout comme sur les rebonds, le pourcentage de réussite aux tirs, le nombre de contre, le nombre de minutes disputées ou le nombre de double-double réalisés avec 32. Durant la même saison, il se rend pour la deuxième saison consécutive au Rookie Challenge. Il s'y impose avec les Sophomores sur le score de 132 à 112.
En 2004, devenu capitaine de son équipe, il emmène avec l'entraîneur Hubie Brown et d'autres joueurs comme Mike Miller ou Jason Williams son équipe en playoffs, où ils se font battre par les Spurs de San Antonio de Tim Duncan. Ceux-ci réalisent un sweep, ne laissant aucune victoire aux Grizzlies.
En 2005, après un début de saison catastrophique, les Grizzlies parviennent à accrocher la dernière place pour les playoffs. Très régulièrement blessé, Gasol est en retrait par rapport à la saison précédente. Lui et son équipe se font de nouveau battre au premier tour des playoffs par les Suns de Phoenix de Steve Nash, et de nouveau sans parvenir à remporter une victoire.
En 2006, Gasol réussit un très bon début de saison avec ses coéquipiers des Grizzlies. En février il participe au All-Star Game, et le 8 mars, il réalise son premier « triple-double » en NBA, avec un total de 21 points, 12 passes décisives et 12 rebonds.
Il manque les 23 premières rencontres de la phase régulière de la saison 2006-2007 en raison d'une fracture du cinquième métatarse d'un pied, blessure occasionnée lors de la demi-finale du mondial 2006. Lors de cette saison, Gasol établit de nouveaux records de la franchise: le 7 mars, il bat le précédent record de 7 801 points établi par Shareef Abdur-Rahim. Il réalise son deuxième triple double, avec 17 points, 13 rebonds et 12 passes décisives lors d'une rencontre contre le Jazz de l'Utah.
Pour la saison suivante, Gasol est rejoint chez les Grizzlies par son coéquipier de l'équipe d'Espagne et son ex-coéquipier de Barcelone Juan Carlos Navarro. Celui-ci participe au cours de la saison au rookie challenge.

#### Lakers de Los Angeles (2008-2014)
À la suite d'un accord intervenu entre les Grizzlies et les Lakers de Los Angeles au 1er février 2008, Gasol rejoint les Lakers tandis que Kwame Brown, le salaire d'Aaron McKie, et Javaris Crittenton partent aux Grizzlies de Memphis ainsi que les deux premiers tours de draft de 2008 et 2010 et les droits sur Marc Gasol.
Pour son premier match aux Lakers de Los Angeles il réussit un double-double 24 points 12 rebonds et 4 passes décisives contre les Nets de New Jersey le 5 février 2008. Grâce à l'arrivée du joueur espagnol, les Lakers réussissent une série de plus de 10 victoires consécutives et se positionnent en favoris pour décrocher un quinzième titre NBA. Son association avec Andrew Bynum le jeune pivot de L.A fait trembler les autres équipes. Durant le mois de mars, Gasol manque neuf rencontres consécutives en raison d'une torsion d'une cheville. Phil Jackson retrouve l'une des composantes essentielles de son attaque en triangle, un pivot dominant et adroit. Gasol remporte son premier succès en play-off grâce à ses 36 points, 16 rebonds et 8 passes décisives lors du premier match face aux Nuggets de Denver. Finalement, les Lakers battent les Nuggets 4-0 et Gasol termine la série avec de très bonnes statistiques (22,3 points pour 9 rebonds, 5 passes décisives et 2,8 contres) tout cela au côté du MVP 2008 Kobe Bryant. Au second tour les Lakers battent le Jazz 4-2. Les Lakers battent ensuite les Spurs de San Antonio 4-1. Gasol devient le premier espagnol à atteindre les Finales NBA.

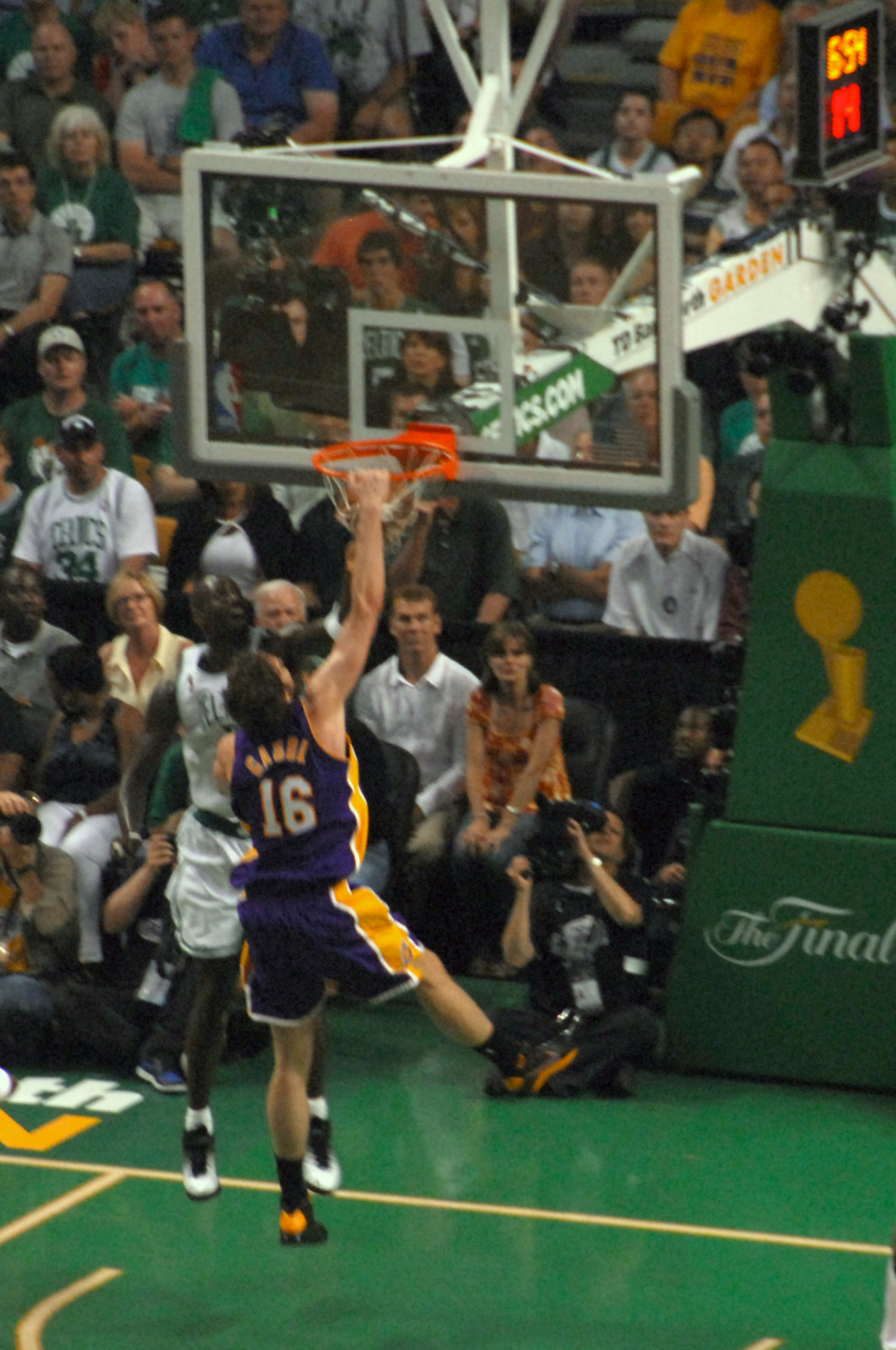
Gasol durant la finale NBA 2008

Avec la victoire des Celtics de Boston à l'Est sur les Pistons de Détroit sur le score de 4 à 2, le mythique Lakers-Celtics est de nouveau à l'affiche des Finales, après l'édition 1987 qui avait vu la victoire des Lakers de Magic Johnson sur les Celtics de Larry Bird. Gasol, qui a la réputation d'être trop soft en play-off souffre dans les premières rencontres de la finale face Kendrick Perkins et Kevin Garnett, avec en particulier un faible 9 points à 3 sur 9 lors de la troisième rencontre. Lors de la cinquième rencontre, qui peut donner la victoire aux Celtics, Gasol se reprend et apporte 19 points, 13 rebonds, 6 passes et 2 contres. Les Celtics remportent la sixième rencontre, et le titre, sur le score de 131 à 92 à Boston. Les statistiques de Gasol en finale sont de 14,7 points, 10,5 rebonds, 3,3 passes et 0,5 contre.
Les Lakers, qui terminent en tête de la Conférence Ouest lors de la phase régulière de la Saison NBA 2008-2009, affrontent le Jazz de l'Utah au premier tour, l'emportant sur le score de quatre victoires à une. Ils affrontent ensuite les Rockets de Houston. Ceux-ci perdent leur franchise player Yao Ming lors de la troisième rencontre, en raison d'une blessure au pied. Malgré cette absence, les Rockets contraignent les hommes de Jackson à une septième rencontre décisive. C'est ensuite les Nuggets de Denver qui sont opposés aux Lakers. Ceux-ci l'emportent finalement quatre victoires à deux. Leur adversaire en Finale NBA est la franchise du Magic d'Orlando de Dwight Howard qui a éliminé les Cavaliers de Cleveland, privant ainsi les médias américains d'un affrontement Bryant-James en finale. Les Lakers emportent les deux premières manches à domicile, la deuxième rencontre en prolongation, prolongation où Gasol prend la suite de Bryant à la marque avec 7 points et deux rebonds. Durant cette rencontre, ses statistiques sont de 24 points (à 7 sur 14), 10 rebonds et 3 passes en 44 minutes. Gasol apporte ensuite 23 points à 9 sur 11 lors de la victoire dans le match 3 disputé à Orlando, puis 16 points et 10 rebonds lors de la défaite en prolongation du match 4. Lors de la cinquième rencontre, il ajoute 14 points, 15 rebonds, 3 passes et 4 contres pour une victoire 99 à 86 qui lui permet de devenir le premier Espagnol à remporter le titre de champion NBA. Gasol a démontré durant ces finales sa progression, notamment sur le plan défensif. Sa défense sur Howard, l'empêchant de recevoir le ballon près du cercle, position préférentielle du pivot des Magics, est un facteur essentiel de la réussite des Lakers. Sa bonne saison lui vaut d'être nommé dans la All-NBA Third Team.
Pau Gasol, victime d'une blessure aux ischio-jambiers, ne disputent pas les onze premières rencontres de la saison 2009-2010. Quelques semaines plus tard, il signe une prolongation de son contrat pour trois ans et 64,7 millions de dollars. Malgré une nouvelle blessure qui le prive de six rencontres en début d'année 2010, il est sélectionné par les entraîneurs pour participer au All-Star Game disputé à Dallas. Lors de celui-ci, il dispute 20 minutes 18 pour des statistiques de 13 points et 6 rebonds. Les joueurs de la conférence Est l'emportent 141 à 139. Pour la première fois depuis son arrivée en NBA, Pau Gasol termine la saison régulière avec un double-double de moyenne, 18,3 points et 11,3 rebonds. Il ajoute également 3,4 passes et 1,7 contre en 37 minutes. Au total, il dispute 65 rencontres durant cette saison régulière. Il est de nouveau nommé dans le troisième cinq NBA. Avec un bilan de 57 victoires pour 25 défaites, les Lakers terminent au premier rang de la Conférence Ouest, mais n'occupe que le troisième rang de la NBA derrière les Cavaliers de Cleveland et le Magic d'Orlando. Opposés au Thunder d'Oklahoma City au premier tour des playoffs, les Lakers l'emportent quatre à deux. Lors du tour suivant, les Lakers réalisent un sweep (quatre victoires à zéro), série au cours de laquelle Gasol termine en double-double lors des quatre rencontres dont un 33 points, 14 rebonds lors du match 4. En finale de Conférence, les Lakers se retrouvent face aux Suns de Phoenix. Les Lakers prennent l'avantage puis se voient rejoindre à deux partout avant de remporter les deux dernières rencontres pour atteindre les finales NBA. Lors de celle-ci, ils retrouvent les Celtics qui les ont battus deux ans plus tôt. Les Lakers, qui possèdent l'avantage du terrain sur leurs adversaires, débutent au Staples Center par une victoire 102 à 89, avec 23 points, 14 rebonds, 3 passes et 3 contres de Gasol. Les Celtics égalisent ensuite par une victoire 103 à 94, Gasol terminant meilleur marqueur des Lakers avec 25 points auxquels il ajoute 8 rebonds. Les Lakers reprennent l'avantage du terrain en allant s'imposer 91 à 84 chez les Celtics (13 points et 10 rebonds pour Gasol). Les Celtics remportent ensuite à domicile les deux rencontres suivantes, 96 à 89 puis 92 à 86. Gasol réalisent 21 points et 6 rebonds puis 12 points et 12 rebonds. Contraint de remporter les deux dernières rencontres, les joueurs de Phil Jackson battent les Celtics 89 à 67 lors de la sixième rencontre - 17 points, 13 rebonds de Gasol - puis 83 à 79 lors de la septième et ultime rencontre - 19 points, 18 rebonds. Les Lakers obtiennent leur seizième titre, à une unité du record des Celtics. C'est le deuxième titre pour Pau Gasol en trois finales consécutives.
Pau Gasol effectue un excellent début de saison 2010-2011 : il est nommé Western Conference Player of the Week, joueur de la semaine de la conférence ouest et réussit son quatrième triple double en carrière - 20 points, 14 rebonds, et 10 passes en 32 minutes 40- lors de la septième rencontre de la phase régulière. En février, il figure de nouveau parmi les joueurs sélectionnés par les entraîneurs de NBA pour disputer le NBA All-Star Game 2011. Lors de cette rencontre, qui se déroule au Staples Center de Los Angeles, il inscrit 17 points, capte 7 rebonds et délivre 2 passes en 24 minutes 22 lors d'une victoire 148 à 143 de la sélection de l'ouest. C'est son coéquipier Kobe Bryant qui reçoit le titre de MVP de la rencontre avec 37 points, 14 rebonds, 3 passes et 3 interceptions et ce bien que LeBron James réussisse le deuxième triple double d'un All-Star Game. Malgré une deuxième partie de la saison moins réussie que son début de saison, il présente des statistiques sensiblement identiques à celles de la saison précédente : 18,8 points, 10,2 rebonds, 3,3 passes, 1,6 contre. Il figure de nouveau parmi l'un des trois cinq de la NBA, le second cinq aux côtés de Dirk Nowitzki, Amare Stoudemire, Dwyane Wade et Russell Westbrook (All-NBA Second Team). Les Lakers ambitionnent de remporter un troisième titre NBA consécutif et, avec un bilan de 57 victoires, 25 défaites, terminent au second rang de la conférence ouest. Après un premier tour remporté par quatre à deux face aux Hornets de la Nouvelle-Orléans, les Lakers affrontent les Mavericks de Dallas lors du tour suivant. Bien que favori de cette confrontation, les Lakers se font éliminer en subissant un sweep de la part des joueurs du Texas. Lors de ces quatre matchs, Gasol inscrit 15, 13, 12 et 10 points et capte 11, 10, 8 et 8 rebonds.

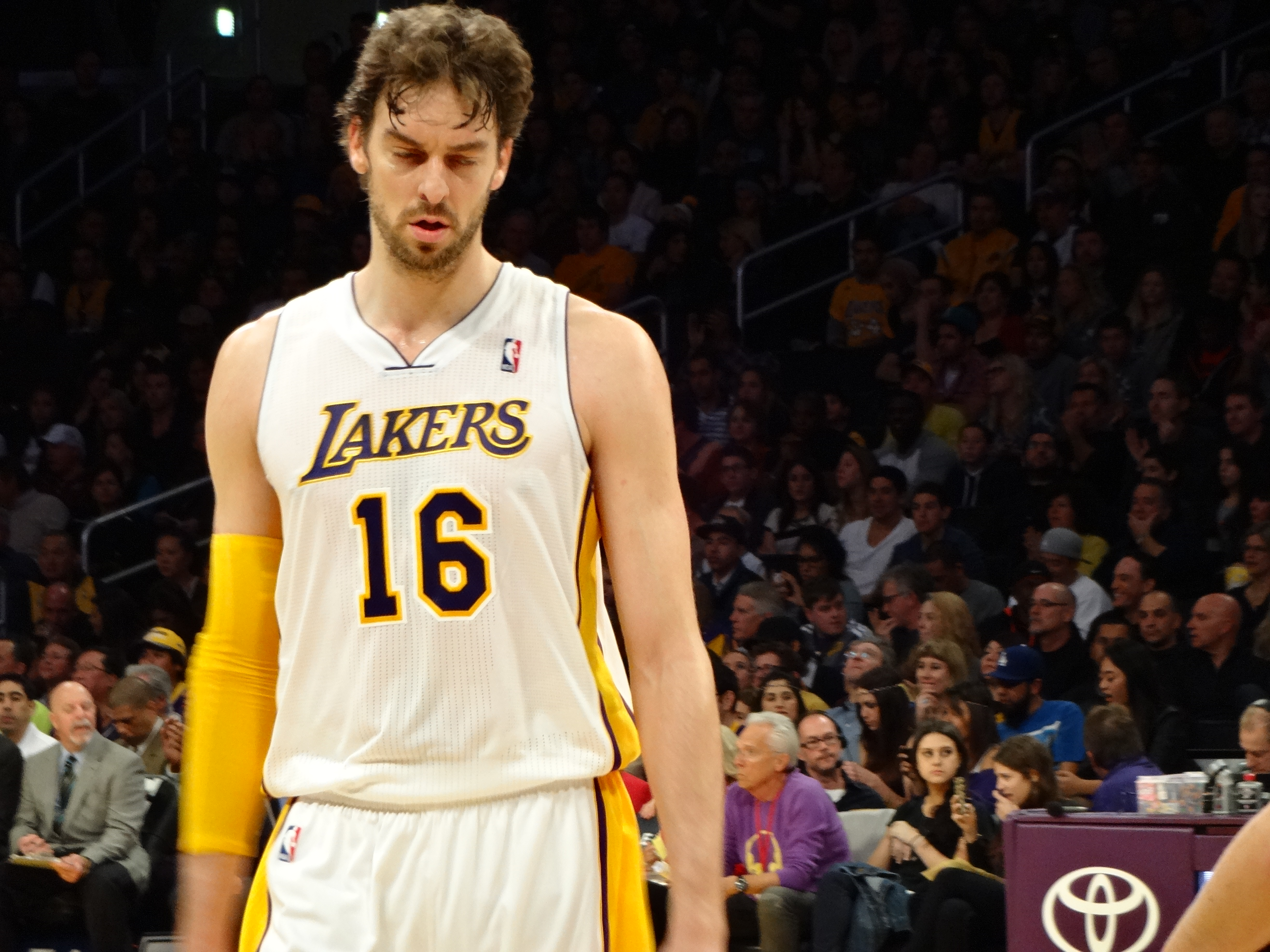
Pau Gasol en janvier 2013

Au contraire de nombreux joueurs, Pau Gasol ne joue pas pendant le lockout de la NBA. La saison, réduite à 66 rencontres, débute durant les fêtes de Noël. Lors de la préparation réduite de cette saison, les rumeurs de départ de Pau Gasol sont nombreuses. Il fait même partie d'un projet d'échange qui concerne les Rockets de Houston et les Hornets de la Nouvelle-Orléans, cet échange devant l'envoyer chez les Rockets afin de favoriser l'arrivée de Chris Paul chez les Lakers. Cet échange est finalement annulé par la NBA. Après trois saisons où il est présent au All-Star Game, il est absent de cet événement mais son frère, Marc, est présent. Durant la saison régulière, son meilleur total de points est de 30 lors d'une défaite 125 à 105 face aux Suns de Phoenix. Il capte 17 rebonds à trois reprises. Sa moyenne de points est la plus faible depuis son arrivée en NBA, 17,4. Il capte 10,4 rebonds et délivre 3,7 passes, réalisant également 1,4 contre. Les Lakers, premiers de la division Pacifique et troisièmes de la conférence, sont opposés aux Nuggets de Denver. Cette série voie Los Angeles s'imposer lors de la septième et ultime rencontre sur le score de 96 à 87, rencontre où Pau Gasol est particulièrement décisif avec 23 points, meilleur marqueur de son équipe, 17 rebonds, 4 contres,. Lors du tour suivant, les Lakers s'inclinent quatre à un face au Thunder d'Oklahoma City, Son meilleur total de points sur la série est de 14 points, et il ne réussit que trois double-doubles sur les cinq matchs. Sur l'ensemble des playoffs, il inscrit 12,5 points, capte 9,5 rebonds, délivre 3,7 passes et réussit 2,1 contres.
Pour la saison 2012-2013, les Lakers obtiennent Dwight Howard en échange d'Andrew Bynum. L'entraîneur Mike D'Antoni est contraint de satisfaire Howard en lui offrant de nombreux ballons offensifs pour que ce dernier soit content et resigne avec les Lakers à la fin de la saison. L'autre intérieur vedette des Lakers, Pau Gasol, est donc privé de ballons offensifs et sa moyenne est la plus faible de sa carrière avec 13,7 points par rencontre. D'Antoni reconnaît que ce choix politique n'était pas le meilleur sportivement. Les Lakers se qualifient de peu pour les playoffs mais, privés de Bryant, sont balayés par les Spurs de San Antonio (4-0). Gasol se fait alors opérer pour régler ses problèmes récurrents de genoux.
Une fois sa carrière terminée, son no 16 est retiré par les Lakers de Los Angeles le 7 mars 2023.

#### Bulls de Chicago (2014-2016)
En juillet 2014, Pau Gasol signe un contrat de trois ans avec les Bulls de Chicago, mais la signature officielle doit attendre car la franchise des Bulls doit alléger sa masse salariale pour avoir l'espace nécessaire pour rester sous le salary cap.
En juin 2016, Gasol renonce à la "player option" qui lui aurait permis de continuer une saison supplémentaire avec les Bulls et devient agent libre.

#### Spurs de San Antonio (2016-2019)
Pau Gasol rejoint les Spurs de San Antonio en juillet 2016. Le 24 juillet 2017, il prolonge avec les Spurs pour 48 millions sur 3 ans.
Le 23 décembre 2017, alors qu'il est âgé de 37 ans et 170 jours, il réussit son dixième triple-double en NBA avec 14 points, 11 rebonds et 10 passes décisives réussis lors de la victoire 108 à 99 face aux Kings de Sacramento.
Privé de temps de jeu, il quitte les Spurs le 1er mars 2019.

#### Bucks de Milwaukee (mars 2019-juillet 2019)
Le 2 mars 2019, il s'engage avec les Bucks de Milwaukee, leader de la Conférence Est. Une blessure l'empêche de participer à la finale de Conférence face aux Raptors de Toronto de son frère Marc. Les frères Gasol deviennent les premiers frères de l'histoire à avoir remporté le titre NBA.

#### Trail Blazers de Portland (juillet 2019 - novembre 2019)
Le 24 juillet 2019, Pau Gasol signe pour une saison avec les Trail Blazers de Portland. Le 20 novembre 2019, il annonce lui-même sur ses réseaux sociaux qu'il n'est plus joueur des Trail Blazers de Portland. Un accord commun a été trouvé alors que le joueur n'arrive pas à se remettre d'une fracture de fatigue au pied gauche.

#### FC Barcelone (février 2021 - octobre 2021)
Le 23 février 2021, il annonce qu'il revient dans son club formateur au FC Barcelone. Il débute le 9 avril 2021 lors d'un match d'Euroligue face au Bayern Munich (9 points et 4 rebonds en 13 minutes de jeu). Le 30 mai 2021, il joue sa première finale d'Euroligue face aux Turcs d'Anadolu Efes qu'il perd 81 à 86.
Le 15 juin 2021, il remporte avec le Barça le championnat d'Espagne en battant le Real Madrid en finale, vingt ans après son premier titre.
Il annonce officiellement sa retraite sportive le 5 octobre 2021.

### Carrière en équipe d'Espagne
Pau Gasol fait partie d'une génération, los ninõs de oro, qui devient Championne d'Europe junior en 1998 puis championne du monde junior l'année suivante, ce dernier titre obtenu aux dépens des États-Unis. Cette génération, qui comprend également José Calderón, Juan Carlos Navarro, Berni Rodríguez, Carlos Cabezas, Felipe Reyes, va former l'ossature de l'équipe d'Espagne des années suivantes.
Pau Gasol débute avec la sélection A le 15 août 2001 contre la Grèce. Il dispute la même année le Championnat d'Europe disputé en Turquie. Pour sa première campagne, il se positionne en sixième position au classement des marqueurs avec 17,3 points et au premier du classement des rebondeurs, avec 9,7 prises. Il figure également dans le meilleur cinq de la compétition, avec Predrag Stojaković, Dejan Bodiroga, Ibrahim Kutluay et Dirk Nowitzki, le MVP du tournoi. Sa sélection termine à la troisième place, battue par la Yougoslavie en demi-finale. Lors du match pour la troisième place, il réalise 31 points, 10 rebonds, 2 passes et 3 contres.
La saison suivante, lors du mondial disputé à Indianapolis, l'Espagne est éliminée en quart de finale par l'Allemagne sur le score de 70 à 62. Dans les rencontres de classement, l'Espagne inflige aux États-Unis leur troisième défaite de la compétition pour remporter la cinquième place. Pau Gasol termine la compétition avec 19,1 points, 7,8 rebonds et 2,4 passes.
En 2003, lors du Championnat d'Europe 2003 disputé en Suède, l'Espagne franchit une nouvelle étape en rejoignant la finale, grâce à une victoire 81 à 79 face à l'Italie. Les Espagnols sont opposés à la Lituanie. La finale voit la victoire des coéquipiers du MVP et meilleur passeur du tournoi Šarūnas Jasikevičius sur le score de 93 à 84. Gasol termine pour sa part meilleur marqueur de la compétition (25,8 points) et est élu dans le meilleur cinq du tournoi. Les autres joueurs de cette équipe type sont le Français Tony Parker, Šarūnas Jasikevičius, le Russe Andreï Kirilenko et le lituanien Saulius Štombergas.
Lors du tournoi olympique de 2004 à Athènes, l'Espagne reste invaincue lors du premier tour, avec entre autres une victoire de 11 points face au futur champion olympique, l'Argentine. Opposé aux États-Unis en quart de finale, l'Espagne perd sur le score de 94 à 102 et doit finalement se contenter d'une septième place. Gasol réalise 22,4 points, 7,3 rebonds et 1,9 contre en 31,7 minutes sur l'ensemble du tournoi.
Après avoir déclaré forfait pour l'euro 2005 en Serbie, où l'Espagne termine à la quatrième place, il retrouve la sélection nationale pour le Championnat du monde 2006 disputé au Japon. L'Espagne, invaincue durant sa préparation, se qualifie aisément pour les quarts de finale. Elle affronte la Lituanie et remporte la rencontre avec un écart de 22 points. Gasol apporte 25 points et 9 rebonds en 28 minutes. L'adversaire en demi-finale est l'Argentine, championne olympique, menée par Emanuel Ginóbili. Il marque 19 points et 11 rebonds en 31 minutes mais il se blesse à la trente-neuvième minute, blessure qui s'avère être une fracture du cinquième métatarse d'un pied. Il doit ainsi déclarer forfait pour la finale opposant ses coéquipiers à la Grèce, vainqueur des États-Unis dans l'autre demi-finale. Son absence transcende l'Espagne qui l'emporte 70 à 47. Pau Gasol, qui termine troisième marqueur de la compétition avec 21,7 points, deuxième rebondeur avec 9,4 prises et deuxième contreur (2,4) en seulement 27 minutes, est désigné MVP de la compétition.
2007 est un objectif important pour la sélection espagnole. L'Espagne organise le championnat d'Europe, compétition qu'elle n'a jamais remportée malgré trois finales disputées. Pau Gasol termine la compétition avec 18,8 points, 8,7 rebonds et 1,8 contre et est nommé dans le meilleur cinq de la compétition. Toutefois, sa prestation en finale face à la Russie n'est pas à la hauteur de ses performances précédentes. Il apporte seulement 14 points, à 4 sur 13 aux tirs et 5 sur 12 aux lancers francs. Il apporte également 14 rebonds. À 26 secondes du terme de la finale face à la Russie, il se fait voler la balle par Jon Robert Holden qui marque sur l'action suivante pour porter le score à 60-59 en faveur des Russes. Gasol reçoit la dernière balle de match mais son tir échoue sur l'arceau.

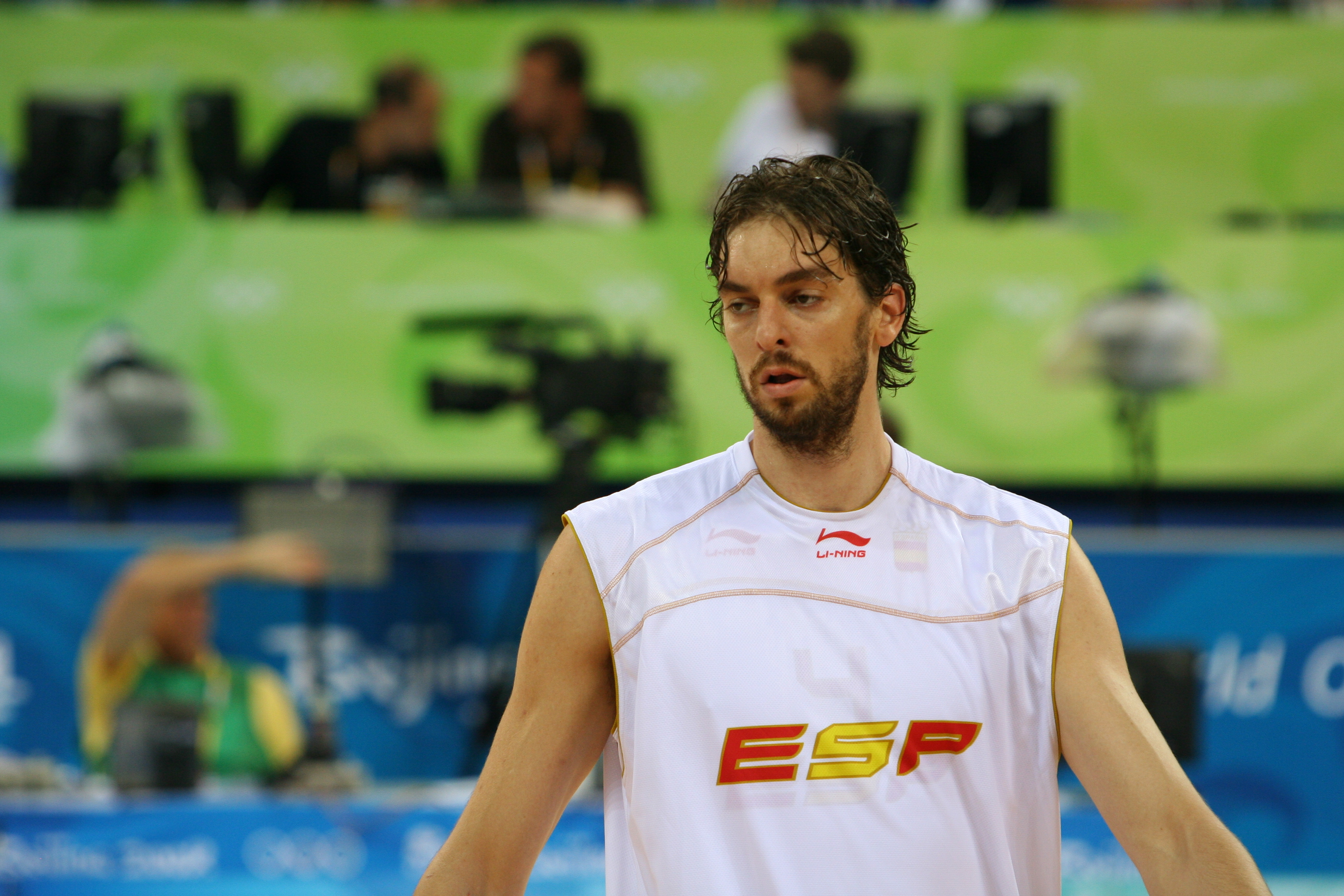
Pau Gasol aux Jeux de Pékin

L'Espagne semble être la seule équipe capable de perturber le grand favori au titre olympique des Jeux de Pékin, les États-Unis, qui, après des échecs aux deux derniers mondiaux et au dernier jeux, se présente avec une très forte équipe, dont Kobe Bryant, LeBron James et Dwight Howard. Ces deux équipes se rencontrent lors du premier tour, rencontre qui voit une victoire facile des Américains sur le score de 119 à 82. L'Espagne se débarrasse ensuite de la Croatie en quart de finale, puis de la Lituanie en demi-finale sur le score de 91 à 86 pour affronter de nouveau les Américains en finale. Ceux-ci remportent celle-ci sur le score de 118 à 107, rencontre que l'entraîneur Mike Krzyzewski qualifie de « one of the great games in international basketball history » (« l'une des plus grandes rencontres de l'histoire du basket-ball international »). Pau Gasol termine la rencontre avec 21 points, à 9 sur 18, et 4 rebonds.
Gasol, qui avait un moment envisagé de ne pas participer au Championnat d'Europe 2009, répond présent. Toutefois, il se blesse lors de la préparation et doit subir une opération à un doigt trois semaines avant le début du tournoi. Le début de compétition de l'Espagne ne correspond pas aux pronostics, avec deux défaites face à la Serbie lors du premier tour, puis de la Turquie. Mais avec le retour au meilleur niveau de Gasol, L'Espagne domine la phase finale, remportant ses trois rencontres face à la France, la Grèce et la Serbie en finale par 20, 18 et 22 points d'écart. Pau Gasol est nommé meilleur joueur du tournoi. Il est également le meilleur scoreur. Pau Gasol devient ainsi le premier Européen à remporter le titre NBA et le Championnat d'Europe la même année.
Après une saison NBA perturbée, Pau Gasol annonce juste avant le début des Finales NBA opposant sa franchise des Lakers aux Celtics de Boston qu'il ne disputera pas au prochain mondial de basket-ball 2010 qui se dispute en Turquie. Il explique celui-ci par un besoin de repos, repos qui lui est conseillé par les médecins.

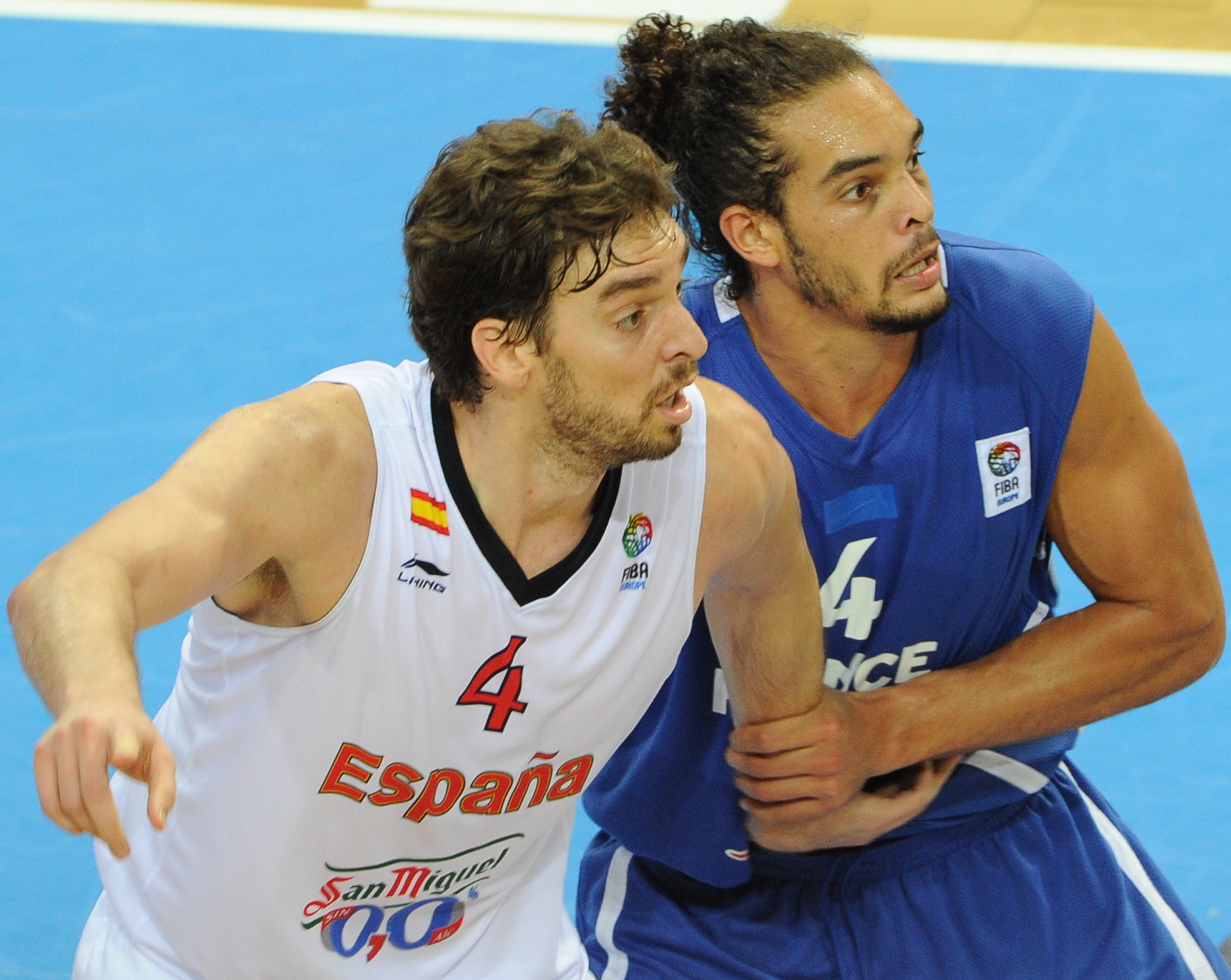
Pau Gasol et Joakim Noah, lors de l'Euro 2011.

Pau Gasol fait son retour en équipe d'Espagne lors de l'été 2011. L'objectif du Championnat d'Europe 2011 est pour l'ensemble des nations européennes l'obtention d'un des deux billets olympiques offerts aux finalistes de la compétition ou, au minimum, d'obtenir l'une des quatre places suivantes donnant accès au tournoi préolympique 2012. L'équipe espagnole, grande favorite à sa propre succession, est particulièrement bien pourvue dans le jeu intérieur avec la présence des deux frères Gasol et de l'arrivée du néo-naturalisé Serge Ibaka. Le secteur intérieur est complété par Felipe Reyes. Pau Gasol présente lors de cette compétition des statistiques de 20,1 points, 8,3 rebonds, terminant respectivement troisième et quatrième de la compétition dans ces deux catégories statistiques, 1,7 passe, 1,1 interception et 1,7 contre (troisième de la compétition). Seule une rencontre est perdue par la sélection espagnole, lors du premier tour face à la Turquie, rencontre où Pau Gasol est laissé au repos. L'Espagne, remporte la dernière rencontre du second tour face aux Français, puis élimine successivement la Slovénie et la Macédoine pour retrouver de nouveau l'équipe de France en finale. Celle-ci ne peut lutter face à une équipe dont la majorité des joueurs jouent ensemble depuis de nombreuses années et s'incline sur le score de 98 à 85. Pau Gasol inscrit 17 points, capte 10 rebonds et réalise 3 contres. Il termine dans le meilleur cinq de la compétition aux côtés du Français Tony Parker, du Russe Andrei Kirilenko, du Macédonien Bo McCalebb et de son compatriote Juan Carlos Navarro, celui-ci étant désigné MVP.

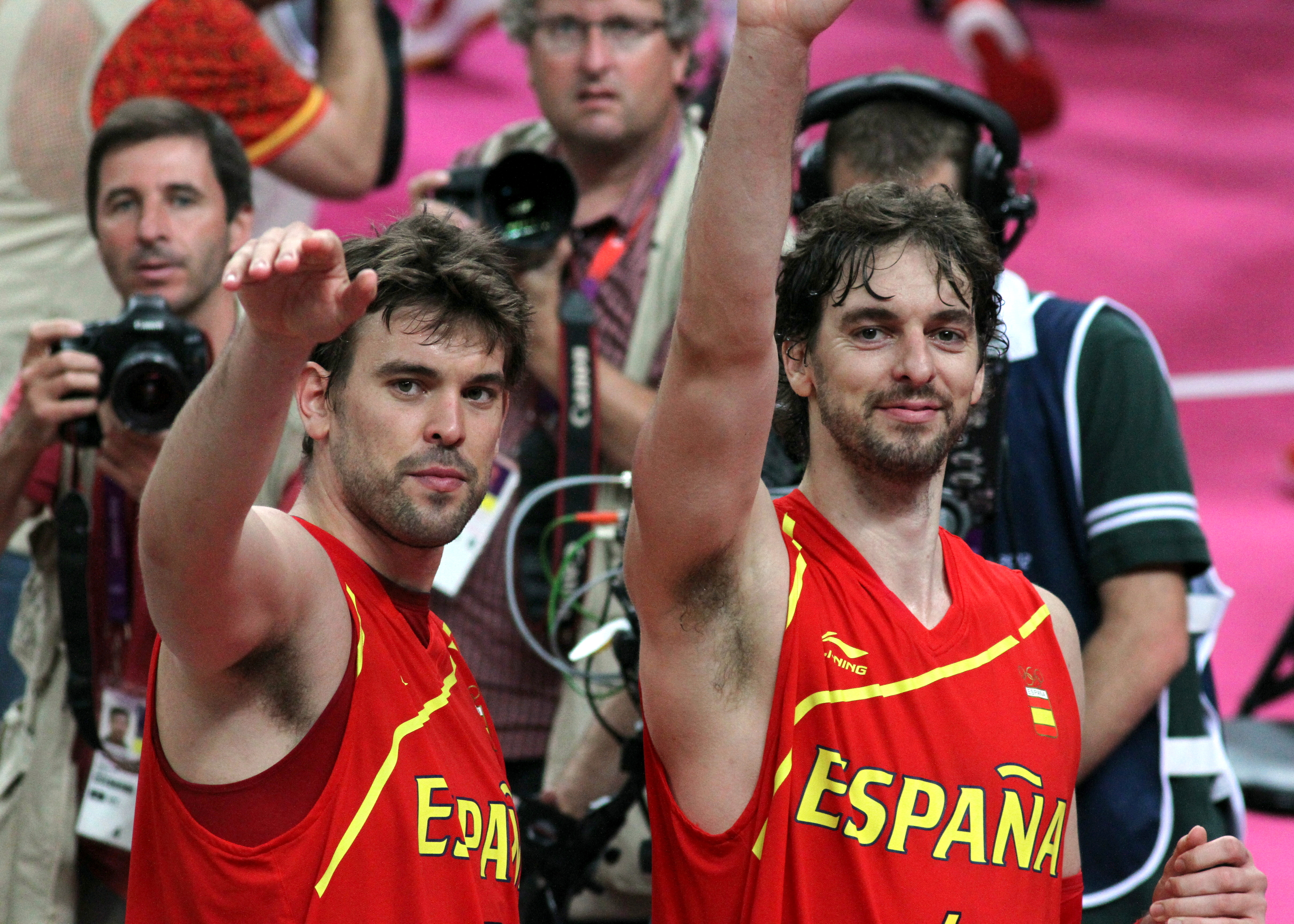
Pau Gasol avec son frère Marc, lors des JO 2012.

Pau Gasol est le porte-drapeau de la délégation espagnole lors de la cérémonie d'ouverture des Jeux de Londres 2012, à la suite du forfait de Rafael Nadal. L'Espagne entame son tournoi olympique par une victoire sur la Chine avec un double-double de Gasol, 21 points et 11 rebonds en seulement 28 minutes. L'Espagne confirme son rôle de favori de la poule en s'imposant face à l'Australie et la Grande-Bretagne, mais avec difficulté face à cette dernière avec un seul point d'écart, Pau Gasol inscrivant 17 points, captant 3 rebonds et délivrant 5 passes. Toutefois, L'Espagne se fait surprendre lors du match suivant face à la Russie qui l'emporte sur le score de 77 à 74, malgré 20 points et 5 rebonds de Pau Gasol. L'Espagne termine la première phase par une défaite 88 à 82 face au Brésil, Gasol inscrivant 25 points et captant 7 rebonds. Cette défaite permet aux Espagnols d'affronter la France en quart de finale. Ce match, plus disputé que les rencontres entre les deux pays lors des compétitions précédentes, voit de nouveau l'Espagne s'imposer, 66 à 59 avec 10 points, son plus faible total, et 11 rebonds, 3 passes, 1 interception et 1 contre. L'Espagne prend ensuite sa revanche face à la Russie en s'imposant en demi-finale sur le score de 67 à 59 avec 16 points, 12 rebonds et 2 passes. Dans une finale où ils sont opposés aux États-Unis, comme quatre ans auparavant, les Espagnols s'inclinent sur le score de 107 à 100, malgré un Pau Gasol qui pose de gros problèmes à la sélection américaine avec 24 points à 9/17, 8 rebonds et 7 passes. Sur la compétition, Pau Gasol inscrit 19,1 points, capte 7,6 rebonds et délivre 2,9 passes.
Il fait partie de l'équipe d'Espagne entraînée par Sergio Scariolo qui participe aux Jeux olympiques de 2016. Avec 3331 points, il devient le meilleur marqueur de l'équipe d'Espagne devant Juan Antonio San Epifanio et le 3e meilleur marqueur de l'histoire des Jeux. Il obtient la médaille de bronze à Rio.
Une blessure l'empêche de participer en 2019 à la Coupe du monde en Chine mais il espère pouvoir participer aux Jeux olympiques de 2020.
Il dispute son dernier match sous le maillot espagnol avec son frère Marc face aux États-Unis en quart de finale des Jeux olympiques.

## Clubs successifs
- 1997-2001 :  FC Barcelone (Liga ACB).
- 2001-2008 :  Grizzlies de Memphis (NBA).
- Février 2008-juillet 2014 :  Lakers de Los Angeles (NBA).
- juillet 2014-juillet 2016 :  Bulls de Chicago (NBA).
- juillet 2016 - mars 2019 :  Spurs de San Antonio (NBA).
- mars 2019 - juillet 2019 :  Bucks de Milwaukee (NBA).
- 2021- :  FC Barcelone (Liga ACB).

## Palmarès
Avec le FC Barcelone :
- Champion d'Espagne en 2001, 2021.
- Coupe du Roi en 2001.
- Finale de l'EuroLigue en 2021.

Avec les Lakers de Los Angeles :
- Champion NBA en 2009 et 2010.

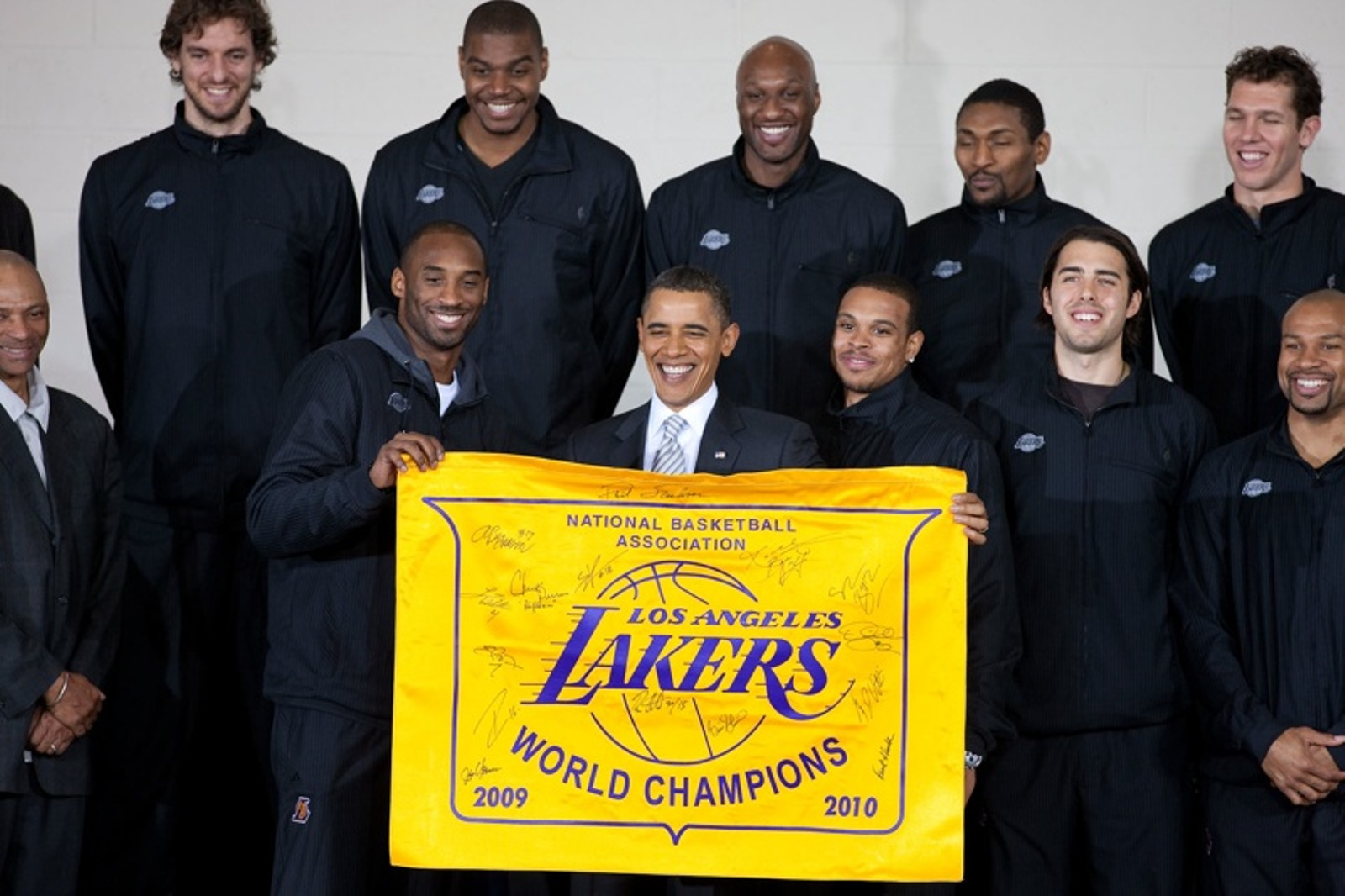
L'équipe des Lakers reçue par le Président Barack Obama après le titre NBA 2010.

- Finales NBA en 2008 contre les Celtics de Boston.
- Champion de la Conférence Ouest en 2008, 2009 et 2010.
- Champion de la Division Pacifique en 2008, 2009, 2010, 2011 et 2012.

Avec l'Espagne :
- Championnat du monde.

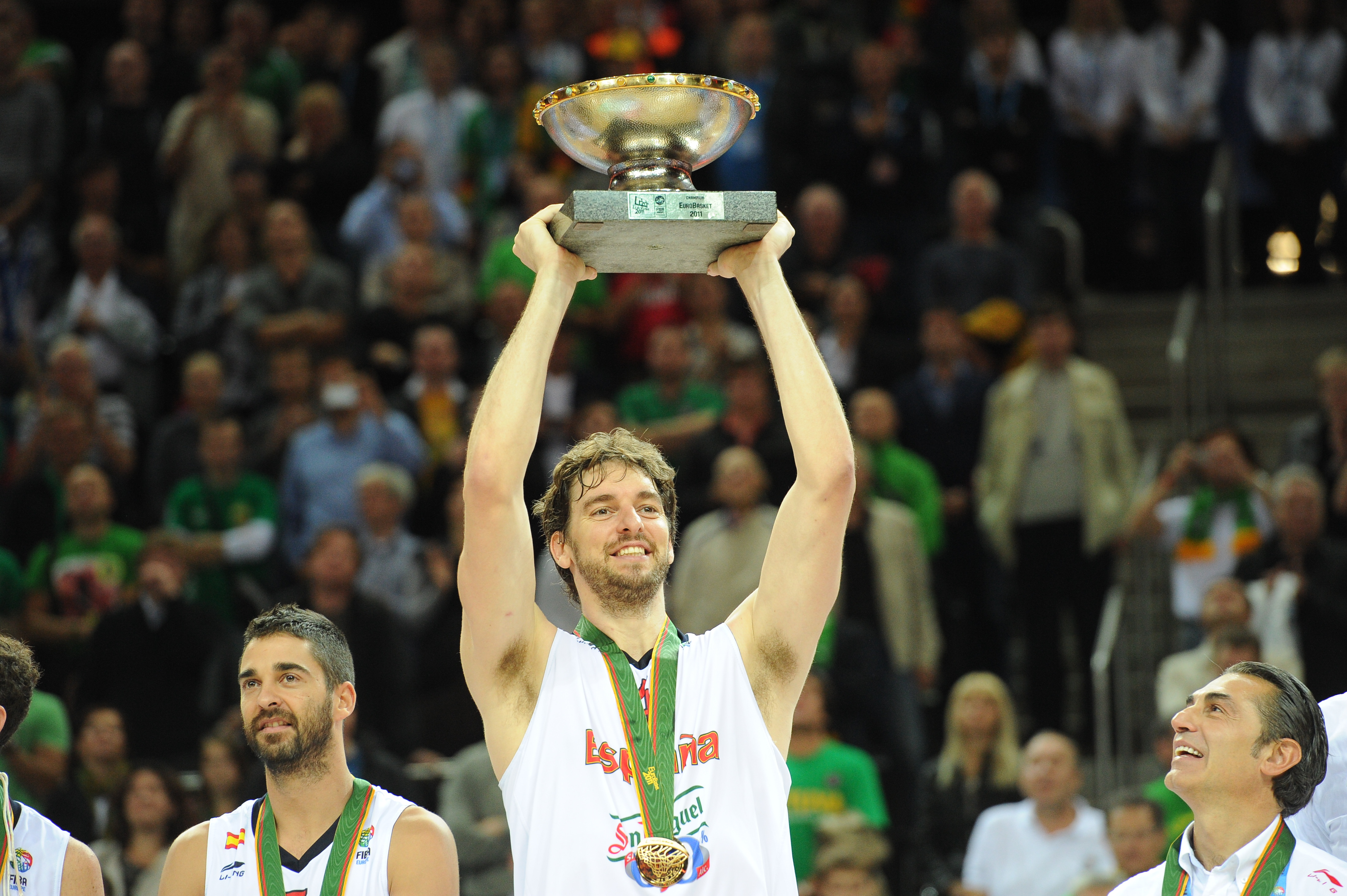
Pau Gasol, avec le trophée du championnat d'Europe 2011

  -  Médaille d'or du Championnat du monde 2006.
- Jeux olympiques
  -  Médaille d'argent au Tournoi olympique de basket-ball 2008.
  -  Médaille d'argent au Tournoi olympique de basket-ball 2012.
  -  Médaille de bronze au Tournoi olympique de basket-ball 2016.
- Championnat d'Europe
  -  Médaille de bronze au Championnat d'Europe 2001.
  -  Médaille d'argent au Championnat d'Europe 2003.
  -  Médaille d'argent au Championnat d'Europe 2007.
  -  Médaille d'or au Championnat d'Europe 2009.
  -  Médaille d'or au Championnat d'Europe 2011.
  -  Médaille d'or au Championnat d'Europe 2015.
  -  Médaille de bronze au Championnat d'Europe 2017.
- Catégories Juniors
  -  Champion d'Europe Juniors 1998 à Varna.
  -  Champion du Monde Juniors 1999 à Lisbonne.

## Distinctions individuelles
Malgré une carrière courte en Europe en raison de son départ dès l'âge de vingt et un ans en NBA, Pau Gasol obtient quelques récompenses individuelles durant cette période : il est ainsi désigné meilleur joueur de la Coupe du Roi en 2001. La même saison, il est également désigné meilleur joueur de la finale du championnat d'Espagne. En Europe, il est désigné dans le second cinq de la compétition, aux côtés de Jemeil Rich, Panayiótis Liadélis, Yánnis Yannoúlis et Rashard Griffith.
Lors de sa première saison en NBA, il est désigné à trois reprises meilleur débutant du mois de la conférence Ouest, rookie of the month, en novembre, février, et mars. Il est également désigné parmi l'équipe des rookie lors du Rookie Challenge. En fin de saison, il est désigné rookie de l'année (meilleur débutant de la saison). Il figure également dans le premier cinq des débutants, dont les quatre autres joueurs désignés sont Shane Battier, Andreï Kirilenko, Tony Parker et Jason Richardson.
Sa carrière en NBA est récompensée de deux élections au sein de la All-NBA Second Team (deuxième cinq NBA) en 2011- cinq dont les autres joueurs sont Dirk Nowitzki, Amare Stoudemire, Dwyane Wade et Russell Westbrook et 2015, et de deux élections dans la All-NBA Third Team (troisième cinq NBA) en 2009 et 2010. Il participe également à six reprises au NBA All-Star Game, en 2006, 2009, 2010 et 2011, 2015, et 2016. Il obtient également un titre de meilleur joueur du mois de la conférence Ouest en février 2009. Une fois sa carrière terminée, son no 16 est retiré par les Lakers de Los Angeles le 7 mars 2023.
Lors des compétitions disputées avec sa sélection nationale, il est élu dans le meilleur cinq lors de chacune de ses participations au Championnat d'Europe de basket-ball, lors des éditions 2001, 2003, 2007, 2009, 2011. Lors de l'édition de 2009, il est désigné meilleur joueur de la compétition. Il est également désigné meilleur joueur du Championnat du monde 2006 et figure ainsi dans le meilleur cinq de cette compétition. Il est de nouveau dans le meilleur cinq lors de la Coupe du monde 2014.
Pau Gasol obtient également des récompenses internationales : il est élu par la FIBA meilleur joueur européen de l'année 2008 et 2009. Le quotidien sportif italien La Gazzetta dello Sport lui désigne le Euroscar Award en 2008, 2009 et 2010 et il reçoit également à deux reprises le Mr. Europa en 2004 et 2009. Il fait également partie de l'équipe d'Espagne qui est récompensée du Prix Prince des Asturies en 2006 avec l'équipe d'Espagne de basket-ball.
Il est également élu sportif de l'année en Espagne en 2001 et 2002.

## Statistiques

### Statistiques en NBA
Au terme de la saison NBA 2010-2011, Pau Gasol est le meilleur marqueur de l'équipe des Grizzlies de Memphis avec 8 966 points, franchise dont il est également le meilleur rebondeur avec 4 096 et contreur avec 877. Toutefois, avec 20,3, il est devancé par Shareef Abdur-Rahim, 20,8, en ce qui concerne la moyenne par matches disputés avec les Grizzlies. Durant la période où il évolue avec cette franchise, il termine à trois reprises dans le Top 10 dans les statistiques des lancers francs tentés, terminant neuvième en 2003 avec 565, huitième la saison suivante avec 511 et de nouveau huitième en 2006 avec 617. Il termine également à trois reprises dans le Top 10 à la moyenne de contres par matches, neuvième avec 2,1 en 2002 puis huitième, toujours avec 2,1 en 2007, cette dernière saison en partie avec les Grizzlies et l'autre avec les Lakers. Sous le maillot de Los Angeles, il termine une autre fois dans les dix premiers des contreurs avec une moyenne de 1,7 en 2010. Dans les statistiques des rebonds, il termine huitième avec 9,6 en 2008-09 - saison où il termine quatrième au total de rebonds offensif avec 262, sixième en 2010-11 avec 10,2 et septième en 2011-2012 avec 10,4.
Ses meilleures performances sur une rencontre sont de vingt-deux rebonds - performance réalisées à deux reprises, contre les Bucks en décembre 2009 et en mars 2010 contre les Hornets de la Nouvelle-Orléans - huit contres à deux reprises - deux fois douze passes. Il franchit à deux reprises la barre des quarante points dans une rencontre, quarante-quatre avec Memphis contre Seattle en mars 2006 et quarante-trois en janvier 2008 contre Golden State.
| saison               | Club | Match | Match | Min  | 2pts (%) | 3pts (%) | LF (%) | Rebonds | Rebonds | Rebonds | Pd  | Int | C   | BP   | F    | Points | Points |
| saison               | Club | J     | D     | Min  | 2pts (%) | 3pts (%) | LF (%) | O       | D       | TRB     | Pd  | Int | C   | BP   | F    | T      | Moy.   |
| -------------------- | ---- | ----- | ----- | ---- | -------- | -------- | ------ | ------- | ------- | ------- | --- | --- | --- | ---- | ---- | ------ | ------ |
| Saison NBA 2001-2002 | MEM  | 82    | 79    | 36,7 | 51,8     | 20,0     | 70,9   | 2,9     | 6,0     | 8,9     | 2,7 | 0,5 | 2,1 | 2,73 | 2,38 | 1 441  | 17,6   |
| Saison NBA 2002-2003 | MEM  | 82    | 82    | 36,0 | 51,0     | 10,0     | 73,6   | 2,3     | 6,4     | 8,8     | 2,8 | 0,4 | 1,8 | 2,60 | 2,68 | 1 555  | 19,0   |
| Saison NBA 2003-2004 | MEM  | 78    | 78    | 31,5 | 82       | 26,7     | 71,4   | 2,6     | 5,1     | 7,7     | 2,5 | 0,6 | 1,7 | 2,40 | 2,37 | 1 381  | 17,7   |
| Saison NBA 2004-2005 | MEM  | 56    | 53    | 32,0 | 51,4     | 16,7     | 76,8   | 2,3     | 5,0     | 7,3     | 2,4 | 0,7 | 1,7 | 2,45 | 2,61 | 997    | 17,8   |
| Saison NBA 2005-2006 | MEM  | 80    | 80    | 39,2 | 50,3     | 25,0     | 68,9   | 2,4     | 6,5     | 8,9     | 4,6 | 0,6 | 1,9 | 2,94 | 2,30 | 1 628  | 20,4   |
| Saison NBA 2006-2007 | MEM  | 59    | 59    | 36,2 | 53,8     | 27,3     | 74,8   | 2,5     | 7,3     | 9,8     | 3,4 | 0,5 | 2,1 | 2,75 | 2,32 | 1 226  | 20,8   |
| Saison NBA 2007-2008 | MEM  | 39    | 39    | 36,7 | 50,1     | 26,7     | 81,9   | 2,4     | 6,4     | 8,8     | 3,0 | 0,4 | 1,4 | 2,05 | 2,18 | 738    | 18,9   |
| Saison NBA 2007-2008 | LAL  | 27    | 27    | 34,0 | 58,9     | 0,0      | 78,9   | 2,3     | 5,6     | 7,8     | 3,5 | 0,5 | 1,6 | 1,63 | 2,00 | 508    | 18,8   |
| Saison NBA 2008-2009 | LAL  | 81    | 81    | 37,0 | 56,7     | 50,0     | 78,1   | 3,2     | 6,4     | 9,6     | 3,5 | 0,6 | 1,0 | 1,94 | 2,12 | 1 528  | 18,9   |
| Saison NBA 2009-2010 | LAL  | 65    | 65    | 37,0 | 53,6     | 0,0      | 79,0   | 3,7     | 7,6     | 11,3    | 3,4 | 0,6 | 1,7 | 2,20 | 2,34 | 1 190  | 18,3   |
| Saison NBA 2010-2011 | LAL  | 82    | 82    | 37,0 | 52,9     | 33,3     | 82,3   | 3,3     | 6,9     | 10,2    | 3,3 | 0,6 | 1,6 | 1,73 | 2,48 | 1 541  | 18,8   |
| Saison NBA 2011-2012 | LAL  | 65    | 65    | 37,4 | 50,1     | 25,9     | 78,2   | 2,8     | 7,6     | 10,4    | 3,6 | 0,6 | 1,4 | 2,18 | 1,95 | 1 129  | 17,4   |
| Saison NBA 2012-2013 | LAL  | 49    | 42    | 33,8 | 46,6     | 28,6     | 70,2   | 2,3     | 6,3     | 8,6     | 4,1 | 0,5 | 1,2 | 2,12 | 1,90 | 673    | 13,7   |
| Saison NBA 2013-2014 | LAL  | 60    | 60    | 31,4 | 48,0     | 28,6     | 73,6   | 2,1     | 7,6     | 9,7     | 3,4 | 0,5 | 1,5 | 2,35 | 2,07 | 1 041  | 17,4   |
| Saison NBA 2014-2015 | CHI  | 78    | 78    | 34,4 | 49,4     | 46,2     | 80,3   | 2,8     | 9,0     | 11,8    | 2,7 | 0,3 | 1,9 | 2,0  | 1,9  | 1 446  | 18,5   |
| Saison NBA 2015-2016 | CHI  | 72    | 72    | 31,8 | 46,9     | 34,8     | 79,2   | 2,2     | 8,9     | 11,0    | 4,1 | 0,6 | 2,0 | 2,3  | 2,1  | 187    | 16,5   |
| Saison NBA 2016-2017 | SAS  | 33    | 33    | 26,5 | 50,0     | 46,2     | 67,1   | 1,6     | 6,4     | 8,0     | 2,6 | 0,5 | 1,2 | 1,3  | 1,6  | 401    | 12,2   |
| Carrière             |      | 1 088 | 1 075 | 35,0 | 51,0     | 31,9     | 75,4   | 2,7     | 6,8     | 9,5     | 3,3 | 0,5 | 1,7 | 2,3  | 2,2  | 19 610 | 18,0   |
| All-Star             |      | 4     | 0     | 18,8 | 56,3     | 0,0      | 88,9   | 4,0     | 4,3     | 8,3     | 1,0 | 0,5 | 0,8 | 0,5  | 2,25 | 44     | 11,0   |

Le record de points de Pau Gasol en playoffs est de trente-six points, performance réalisée lors du premier match de la série opposant les Lakers aux Nuggets de Denver lors des playoffs NBA 2008; lors de cette rencontre, il capte également seize rebonds et délivre huit passes. Il compte également deux autres rencontres à trente points ou plus, trente-trois en mai 2010 contre le Jazz de l'Utah et trente contre les Rockets de Houston en 2009. Dans la statistique des rebonds, sa meilleure performance est de dix-neuf contre Spurs de San Antonio en 2008.
Sa meilleure performance dans la catégorie du contre est de six lors du deuxième matche de la finale NBA 2010 remportée face aux Celtics de Boston. C'est dans cette même série qu'il réalise sa meilleure performance à la passe avec neuf lors du sixième matche.
| saison            | Club | Match | Match | Min  | 2pts (%) | 3pts (%) | LF (%) | Rebonds | Rebonds | Rebonds | Pd   | Int  | C    | BP   | F    | Points | Points |
| saison            | Club | J     | D     | Min  | 2pts (%) | 3pts (%) | LF (%) | O       | D       | TRB     | Pd   | Int  | C    | BP   | F    | T      | Moy.   |
| ----------------- | ---- | ----- | ----- | ---- | -------- | -------- | ------ | ------- | ------- | ------- | ---- | ---- | ---- | ---- | ---- | ------ | ------ |
| Playoffs NBA 2004 | MEM  | 4     | 4     | 33,5 | 57,1     | 0,0      | 90,0   | 1,0     | 4,0     | 5,0     | 2,5  | 1,0  | 1,5  | 1,25 | 2,50 | 74     | 18,5   |
| Playoffs NBA 2005 | MEM  | 4     | 4     | 33,3 | 48,8     | 100,0    | 50,0   | 3,8     | 3,8     | 7,5     | 2,5  | 0,5  | 1,8  | 1,75 | 3,00 | 85     | 21,3   |
| Playoffs NBA 2006 | MEM  | 4     | 4     | 39,5 | 43,3     | 0,0      | 76,7   | 1,0     | 5,8     | 6,8     | 3,0  | 0,5  | 1,2  | 2,75 | 2,80 | 81     | 20,3   |
| Playoffs NBA 2008 | LAL  | 21    | 21    | 39,8 | 53,0     | 0,0      | 69,2   | 2,6     | 6,7     | 9,3     | 4,0  | 0,5  | 1,9  | 2,10 | 2,90 | 354    | 16,9   |
| Playoffs NBA 2009 | LAL  | 23    | 23    | 40,5 | 58,0     | 0,0      | 71,4   | 3,0     | 7,9     | 10,8    | 2,5  | 0,8  | 2,0  | 1,91 | 3,00 | 420    | 18,3   |
| Playoffs NBA 2010 | LAL  | 23    | 23    | 39,7 | 53,9     | 0,0      | 75,9   | 4,0     | 7,1     | 11,1    | 3,5  | 0,4  | 2,1  | 1,91 | 2,74 | 450    | 19,6   |
| Playoffs NBA 2011 | LAL  | 10    | 10    | 35,8 | 42,0     | 50,0     | 80,0   | 3,2     | 4,6     | 7,8     | 3,8  | 0,4  | 2,1  | 1,67 | 3,0  | 131    | 13,1   |
| Playoffs NBA 2012 | LAL  | 12    | 12    | 37,0 | 43,4     | 40,0     | 82,8   | 3,2     | 6,3     | 9,5     | 3,3  | 0,5  | 1,7  | 1,70 | 3,30 | 150    | 12,5   |
| Playoffs NBA 2013 | LAL  | 4     | 4     | 36,5 | 48,1     | 0,0      | 54,5   | 1,8     | 9,8     | 11,5    | 6,3  | 0,5  | 0,8  | 3,25 | 1,00 | 56     | 14,0   |
| Playoffs NBA 2015 | CHI  | 10    | 10    | 31,7 | 48,7     | 0,0      | 76,2   | 1,7     | 7,7     | 9,4     | 3,1  | 0,5  | 2,1  | 2,1  | 1,8  | 144    | 14,4   |
| Carrière          |      | 115   | 115   | 38,0 | 51,3     | 25,0     | 73,9   | 2,89    | 6,75    | 9,63    | 3,41 | 0,56 | 1,89 | 1,97 | 2,75 | 1 945  | 16,91  |

Il compte cinq triple double - trois statistiques à dix ou plus - à son bilan : le premier a lieu le 8 mars 2006 avec Memphis contre les Supersonics de Seattle avec vingt-un points, douze rebonds et douze passes; le second, toujours sous le maillot des Memphis a lieu le 24 janvier 2007 contre le Jazz de l'Utah avec dix-sept points, treize rebonds et douze passes. Il réalise les trois derniers avec les Lakers : douze points, treize rebonds et dix passes le 17 février 2009 contre les Hawks d'Atlanta, vingt points, quatorze rebonds et dix passes contre le Trail Blazers de Portland le 7 novembre 2010 et vingt-deux points, onze rebonds et onze passes contre les Warriors de Golden State le 18 avril 2012.

### Statistiques en équipe nationale
Sur le plan statistique, il est le meilleur rebondeur du Championnat d'Europe 2001, le meilleur scoreur de l'édition suivante et de celle de 2009.
| saison           | M  | Min  | 2pts   | 2pts | 3pts | 3pts | LF    | LF   | Rebonds | Rebonds | Rebonds | Pd  | F   | BP  | Int | C   | Points | Points |
| saison           | M  | Min  | R/T    | %    | R/T  | %    | R/T   | %    | O       | D       | TRB     | Pd  | F   | BP  | Int | C   | T      | Moy.   |
| ---------------- | -- | ---- | ------ | ---- | ---- | ---- | ----- | ---- | ------- | ------- | ------- | --- | --- | --- | --- | --- | ------ | ------ |
| Euro 2001        | 7  | 31,3 | 31/58  | 53,4 | 7/25 | 28,0 | 38/51 | 74,5 | 1,7     | 8,0     | 9,7     | 0,9 | 3,6 | 2,9 | 0,6 | 2,1 | 121    | 17,3   |
| Mondial 2002     | 9  | 30,1 | 51/79  | 64,6 | 6/18 | 33,3 | 52/76 | 68,4 | 2,2     | 5,5     | 7,7     | 2,4 | 2,6 | 2,3 | 0,4 | 2,2 | 172    | 19,1   |
| Euro 2003        | 6  | 31,3 | 50/77  | 64,9 | 5/8  | 62,5 | 40/59 | 67,8 | 2,0     | 5,5     | 7,5     | 0,8 | 2,5 | 3,3 | 0,3 | 1,7 | 155    | 25,8   |
| JO 2004          | 7  | 31,7 | 48/74  | 64,9 | 3/9  | 33,3 | 52/71 | 73,2 | 1,6     | 5,7     | 7,3     | 1,1 | 2,3 | 2,7 | 0,6 | 1,9 | 157    | 22,4   |
| Mondial 2006     | 8  | 26,5 | 65/100 | 65   | 0/3  | 0    | 40/60 | 66,7 | 2,5     | 6,9     | 9,4     | 1,2 | 1,9 | 1,1 | 0,6 | 2,3 | 170    | 21,2   |
| Euro 2007        | 9  | 27,7 | 54/87  | 62,1 | 5/8  | 62,5 | 46/65 | 70,8 | 2,3     | 4,7     | 7,0     | 2,2 | 1,2 | 2,2 | 1,0 | 1,8 | 169    | 18,8   |
| JO 2008          | 8  | 27,5 | 64/94  | 68,1 | 0/4  | 0    | 29/47 | 61,7 | 2,9     | 4,1     | 8       | 1,7 | 1,5 | 2,8 | 0,6 | 1,1 | 157    | 19,6   |
| Euro 2009        | 9  | 25,7 | 61/92  | 66,3 | 4/9  | 44,4 | 34/61 | 55,7 | 2,2     | 6,1     | 8,3     | 1,2 | 1,3 | 1,9 | 0,1 | 2,2 | 168    | 18,7   |
| Euro 2011        | 10 | 26,2 | 63/119 | 52.9 | 7/11 | 63,6 | 54/67 | 80,6 | 2,5     | 5,8     | 8,3     | 1,7 | 1,7 | 1,1 | 1,1 | 1,7 | 201    | 20,1   |
| JO 2012          | 8  | 31,7 | 52/84  | 61,9 | 5/16 | 31,2 | 34/44 | 77,3 | 1,6     | 6,0     | 7,6     | 2,9 | 1,3 | 1,7 | 0,4 | 1,1 | 153    | 19,1   |
| Coupe monde 2014 | 7  | 27   | 51/74  | 68,9 | 3/11 | 27,3 | 29/37 | 78,4 | 2       | 3,9     | 5,9     | 1,4 | 1,7 | 2,7 | 0,4 | 2,3 | 140    | 20     |

## Records sur une rencontre en NBA
Les records personnels de Pau Gasol en NBA sont les suivants, :
| Type de statistique        | Saison régulière | Saison régulière          | Saison régulière | Playoffs | Playoffs               | Playoffs      |
| Type de statistique        | Record           | Adversaire                | Date             | Record   | Adversaire             | Date          |
| -------------------------- | ---------------- | ------------------------- | ---------------- | -------- | ---------------------- | ------------- |
| Points                     | 46               | Bucks de Milwaukee        | 10 janvier 2015  | 36       | Nuggets de Denver      | 20 avril 2008 |
| Paniers marqués            | 17               | 4 fois                    | 4 fois           | 14       | Nuggets de Denver      | 20 avril 2008 |
| Paniers tentés             | 30               | Bucks de Milwaukee        | 10 janvier 2015  | 26       | @ Suns de Phoenix      | 27 avril 2005 |
| Paniers à 3 points réussis | 3                | 8 fois                    | 8 fois           | 2        | 2 fois                 | 2 fois        |
| Paniers à 3 points tentés  | 7                | @ Hornets de Charlotte    | 25 novembre 2017 | 3        | 2 fois                 | 2 fois        |
| Lancers francs réussis     | 15               | 3 fois                    | 3 fois           | 11       | Celtics de Boston      | 6 juin 2010   |
| Lancers francs tentés      | 20               | Jazz de l'Utah            | 6 janvier 2006   | 13       | 4 fois                 | 4 fois        |
| Rebonds offensifs          | 11               | Nuggets de Denver         | 9 avril 2009     | 11       | Nuggets de Denver      | 12 mai 2012   |
| Rebonds défensifs          | 19               | @ Bucks de Milwaukee      | 16 décembre 2009 | 15       | @ Spurs de San Antonio | 21 avril 2013 |
| Rebonds totaux             | 22               | 2 fois                    | 2 fois           | 19       | Spurs de San Antonio   | 29 mai 2008   |
| Passes décisives           | 14               | Trail Blazers de Portland | 27 février 2016  | 10       | Spurs de San Antonio   | 26 avril 2013 |
| Interceptions              | 4                | 2 fois                    | 2 fois           | 3        | 2 fois                 | 2 fois        |
| Contres                    | 9                | Nuggets de Denver         | 1er janvier 2015 | 6        | Celtics de Boston      | 6 juin 2010   |
| Balles perdues             | 9                | 2 fois                    | 2 fois           | 6        | 2 fois                 | 2 fois        |
| Minutes jouées             | 56               | Pistons de Détroit        | 19 décembre 2005 | 49       | @ Magic d'Orlando      | 11 juin 2009  |

- Double-double : 591 (dont 59 en playoffs)
- Triple-double : 11 (dont 1 en playoffs)

Dernière mise à jour : 16 novembre 2020

## Salaires
| Année       | Équipe                | Salaire       |
| ----------- | --------------------- | ------------- |
| 2001-2002   | Grizzlies de Memphis  | 2 970 840 $   |
| 2002-2003   | Grizzlies de Memphis  | 3 193 680 $   |
| 2003-2004   | Grizzlies de Memphis  | 2 618 395 $   |
| 2004-2005   | Grizzlies de Memphis  | 4 318 481 $   |
| 2005-2006   | Grizzlies de Memphis  | 10 993 000 $  |
| 2006-2007   | Grizzlies de Memphis  | 12 364 000 $  |
| 2007-2008   | Lakers de Los Angeles | 13 735 000 $  |
| 2008-2009   | Lakers de Los Angeles | 15 106 000 $  |
| 2009-2010   | Lakers de Los Angeles | 16 452 000 $  |
| 2010-2011   | Lakers de Los Angeles | 17 823 000 $  |
| 2011-2012*  | Lakers de Los Angeles | 18 714 150 $  |
| 2012-2013   | Lakers de Los Angeles | 19 000 000 $  |
| 2013-2014   | Lakers de Los Angeles | 19 285 850 $  |
| 2014-2015   | Bulls de Chicago      | 7 128 000 $   |
| 2015-2016   | Bulls de Chicago      | 7 448 760 $   |
| Total Gains | Total Gains           | 163 702 396 $ |

Note : * Pour la saison 2014-2015, le salaire moyen d'un joueur évoluant en NBA est de 4 500 000 $.

## Vie privée
Pau, est marié avec une femme américaine. Le couple a une fille en commun.
Son petit frère Marc Gasol, est également basketteur NBA.

### Engagement politique
Le basketteur catalan a défendu la cause catalane et la célébration d'un referendum d'autodétermination en catalogne.